# Сумаррага, Хуан де
Хуа́н (Иоа́нн) де Сума́ррага (исп. Juan de Zumárraga; 1468, Дуранго — 3 июня 1548, Мехико) — испанский священник, миссионер, монах ордена францисканцев, первый архиепископ Мехико.
Ввёл в Мексике здравоохранение, высшее образование и книгопечатание, открыл первую публичную библиотеку европейского типа в Мехико (1534), боролся с рабством, одновременно уничтожая памятники индейской культуры, учредитель мексиканской инквизиции. Он является одной из ключевых фигур в так называемой «Чёрной легенде».

## Биография и деятельность
Родился в Стране Басков. О ранней его деятельности известно мало. Сумаррага дружил и переписывался с Эразмом Роттердамским. Был членом ордена францисканцев, в 1527 г. служил настоятелем монастыря Аброхо, где принимал короля Карла V. Вскоре был назначен главой инквизиционного трибунала, проводил ведьмовские процессы в Бискайе. Он относился к своим обязанностям как рационалист, считая «ведьм» женщинами, склонными к истерии и галлюцинациям. Получив известия о завоевании Мексики Кортесом, решился отправиться в эту страну. 20 декабря 1527 г. королевским указом он был назначен епископом Мексики. Рукоположён в епископы не был, но получил звание «хранителя (custodio) индейцев», и в августе 1528 г. отправился за океан.

### Первые годы вМехико
Сумаррага оказался в сложной ситуации: сподвижники Кортеса в его отсутствие боролись за власть, в Мексике царила полная анархия. Полномочия наместника отправлял конкистадор Нуньо де Гусман, чья деятельность была отмечена многочисленными злоупотреблениями. Полномочия Сумарраги не были закреплены юридически, а отсутствие епископского сана делало его положение зыбким. Власти Мексики перехватывали его корреспонденцию.
В 1529 году появились известия, что Кортес возвращается, после чего Гусман бежал из Мехико. В 1530 году самозваные правители Мексики заставили одного из священников отлучить Кортеса и его людей от церкви, после чего епископ Сумаррага объявил в Мехико интердикт. Францисканцы во главе с Сумаррагой выехали в Тескоко. Только на Пасху интердикт был снят. 15 июля 1530 года Кортес, получив звание генерал-капитана Новой Испании, высадился в Веракрусе. С ним прибыли епископы Себастьян де Фуэнлеаль и Васко де Кирога.

### Казус Богородицы Гваделупской
Согласно католической традиции, установление новой власти было отмечено явлением Божьей Матери и обретением изображения Богородицы Гваделупской (9—12 декабря 1531 г.). В житии святого Хуана Диего Куаухтлатоатцина сказано, что Богородица явилась ему 9 декабря 1531 г. на холме Тепейак (Tepeyac) в Мехико, повелев сообщить об этом епископу. Хуан отправился к Сумарраге, но тот ему не поверил. Тогда Богородица повелела Хуану собрать розы, чудесным образом выросшие на вершине холма, а покрывало, в которые они были завёрнуты, чудесным образом запечатлело Её лик. Хуан Диего был канонизирован в 2002 г.
Сумаррага ни в одном из своих посланий и книг не упоминает об этих событиях. Более того, в составленном им катехизисе, сказано дословно следующее:

— Почему ныне не происходит чудес?

— Потому что Спаситель наш полагает, что в них нет уже необходимости.

### Поездка в Испанию и возвращение в Мексику
В 1531 г. Сумаррага получил приказ вернуться в Испанию. Король отклонил буллу Папы Климента VII, назначавшую Сумаррагу епископом Мехико, но в 1533 г. Сумаррагу рукоположили в епископы Вальядолида. Сумаррага стремился обратно в Мексику и обличал действия конкистадоров при дворе. В 1534 г. Сумаррага вернулся в Мексику в сопровождении группы ремесленников и шести учёных монахов для обучения детей индейской аристократии. В 1535 г. в Мексику был назначен новый вице-король дон Антонио де Мендоса (1495—1552), и власть Сумарраги окончательно утвердилась.
Благодаря событиям 1531 г. число новообращённых индейцев неудержимо росло. По сообщениям францисканца Торибио де Бенавенте (Мотолиниа, ?-1568), к 1536 г. крестилось около 5 млн индейцев. При этом крещение проводилось с грубым нарушением всех таинств (крещение проводилось массово в простой воде), но миссионеры этому не препятствовали. Споры разрешил Папа Павел III, издавший 1 июня 1537 г. буллу Altitudo divini consilii, где одобрялись действия францисканцев, однако впредь такие практики воспрещались.

### Проблемаполигамии
Самой серьёзной проблемой Сумарраги после массового обращения стало многожёнство. Сумаррага признавал действительность брака, заключённого по индейским обычаям, таким образом, он приравнивался к церковному, но Церковь не одобряла полигамии. Возникала проблема разводов, которые в большинстве случаев были нежелательны. По этому поводу в булле Папы Павла III Altitudo (см. выше) было указано, что только первая (старшая) жена признаётся законной в смысле церковного брака.

### Проблемасвященства
В связи с вышеизложенным Сумарраге пришлось решать проблему индейских священников, ибо клириков-испанцев не хватало для всех приходов, вдобавок большинство из них не знало индейских языков. Папская булла Exponi nobis fecisti 9 мая 1522 г. передавала в этом вопросе всю власть духовным орденам, чьи священнослужители могли хиротонисать индейских священников, за исключением принятия сана епископа. 15 января 1535 г. эта булла была подтверждена папой Павлом III.

### Инквизиция
В 1535 г. Сумаррага получил от архиепископа Севильи полномочия апостольского инквизитора с правом расследования уголовных преступлений, обычно находящихся в руках светских властей. Сумаррага провёл трибунал в Тескоко, чьи жители обвинялись в «возврате к идолопоклонству». Одновременно он провёл несколько аутодафе, на которых были сожжены многие тысячи индейских рукописей. Деятельность Сумарраги на посту инквизитора была глубоко противоречива: уничтожая индейскую культуру, он тем не менее, стремился уберечь индейцев от притеснений конкистадоров. По его поручению Лас-Касас в 1541—1542 гг. отправился в Испанию, где представил «Кратчайшую реляцию о разрушении Индий» (исп. Brevísima relación de la destrucción de las Indias). Этот вопрос имел политическое значение: католическая церковь в лице Сумарраги боролась таким образом со светской властью. Однако в 1544 г. была официально запрещена энкомьенда. Сумарраге пришлось защищать рядовых испанских колонистов, которые разорились благодаря новым законам. Представители колоний в 1545 г. предстали перед королём, и энкомьенда просуществовала до XVIII в.

### Последние годы
В 1530-е гг. Сумаррага активно способствует просвещению в Мексике. С 1536 г. функционировал Colegio de Santa Cruz de Tlatelolco — первое учебное заведение в Америке, где преподавали на латинском и испанском языках. Это учреждение предназначалось для воспитания в европейском духе детей индейской аристократии, и уже через десять лет обучение в коллегии вели индейцы. По приказу Сумарраги латинский язык для индейцев преподавал великий историк Бернардино де Саагун. В 1539 г. в Мексике началось книгопечатание, причём первая книга была напечатана на языке науатль. В Мехико (Amor de Dios) и Веракрусе были открыты госпитали.
11 февраля 1546 г. папским указом епископат Мехико был отделён от архиепископства Севильи, и Сумаррага стал полноправным епископом Мексики, в чьём подчинении находились епископства Оахаки, Мичоакана, Тласкалы, Гватемалы и Чьяпаса. Документы, подтверждающие полномочия, прибыли в Мексику 8 июля 1548 г., а через месяц Сумаррага скончался и был похоронен в Кафедральном соборе Мехико.

## Труды, написанные Сумаррагой
- Doctrina breve muy provechosa de las cosas que pertenecen a la fe católica y a nuestra cristiandad en estilo llano para común inteligencia en 1543.
- Doctrina breve para la enseñanza de los indios en 1543.
- Doctrina cristiana cierta y verdadera en 1546.
- Regla cristiana en 1547.

Судя по сохранившимся письмам, опубликованным Real Academia de la Lengua Vasca, родным языком Сумарраги был баскский. См.:El País 07/08/1981